# Peranski
Peranski (de Perna, Perney) su hrvatska velikaška obitelj iz plemenitog roda Šubića Bribirskih, koja se početkom 15. stoljeća preselila na vlastelinstvo Perna u sjevernoj Hrvatskoj. Obitelj je izumrla 1786. godine.

## Povijest
Kralj Žigmund podijelio je početkom 15. stoljeća, zbog istaknutih zasluga, grad Pernu kraljevskom dvorjaniku knezu Jakovu II., sinu Pavla IV. iz roda knezova Bribirskih te njegovoj rodbini, Grguru X. i Nikoli II., sinovima Mikca (Šubića) Krivčića i Jurju IV. i Ivanu, sinovima Ivana Šubića.
Za razliku od drugog ogranka roda Šubića, knezova Zrinskih, Šubići Peranski nisu se istaknuli u povijesti, iako su bili ugledni i imućni. Za vrijeme turskih prodora u drugoj polovici 15. stoljeća, Nikola Šubić Peranski je 1461. bio prisiljen predati Pernu Frankapanima kao zalog, ali ju je već Nikolin sin, Krsto Šubić uspio 1480. godine otkupiti i tako vratiti djedovinu. Krstini sinovi Tomo i Gašpar razdijelili su nakon počeve smrti 1538. godine peransko imanje, a 1556. Gašpar je, zbog osmanske opasnosti, iznova podijelio imanje s Tominim sinom Gavrom.
Krajem 16. stoljeća, Perna pada pod osmansku vlast, a knezovi Peranski su se naselili na posjedima što su ih stekli u Pokuplju pod zaštitom Zrinskih i oko Jamnice. Na tom području služili su kao krajiški časnici. Ženidbom su stekli imanja obitelji Imprića u Jamnici, Paradušu i Gradcu, Nikola VI. Zrinski podijelio im je 1620. godine imanje Tomašnicu kod Karlovca. Osim toga, otkupili su od Zrinskih vlastelinstva u Pišćetkama, Stativama i Drežniku te su postali veoma ugledni i bogati. Janko Peranski Šubić (umro 1689.) je bio časnik u Karlovcu, stekao čin pukovnika i kneževa komornika. Obitelj je izumrla u drugoj polovici 18. stoljeća.